# Рябинний
Ряби́нний (рос. Рябинный) — селище у складі Тоцького району Оренбурзької області, Росія.

## Населення
Населення — 109 осіб (2010; 164 у 2002).
Національний склад (станом на 2002 рік):
- росіяни — 40 %
- казахи — 34 %